# طابع مختلط
الطابع المختلط هو شكل خاص من أشكال الطوابع المنوعة المختلفة الملصقة على القرطاسية البريدية (الرسائل أو البطاقات البريدية)، حيث يُلصق طابعان بريديان أو أكثر بفئات أو ألوان مختلفة من سلسلة طوابع بريدية، وخاصةً الطوابع الصادرة بشكل نهائي.

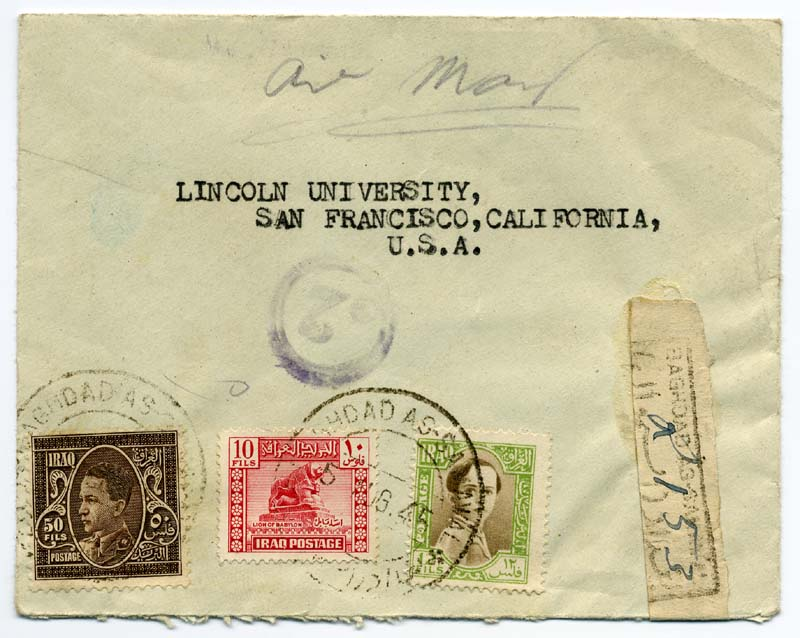
غلاف رسالة بريد عراقي مسجل من عام 1945، مثال على تعدد الطوابع المختومة وتنوعها على الغلاف

في حين أن الطوابع الحديثة عادةً ما تُظهر لونًا أكثر وضوحًا حتى في القيم الفردية، فإن الطوابع أحادية اللون في الإصدارات الكلاسيكية تكتسب جاذبية كبيرة عند دمجها مع قيم متعددة. وبناءً على ذلك، فإن أكثر الأختام المختلطة إثارة للإعجاب من الناحية الجمالية يعود إلى هذهِ الفترة.
يمثل طابع بوردو طابعاً مختلطًا جذابًا للغاية، وهو، مع طابع موريشيوس أحمر وآخر أزرق، أحد أشهر الطوابع الكاملة في مجال جمع الطوابع.

## معرض صور

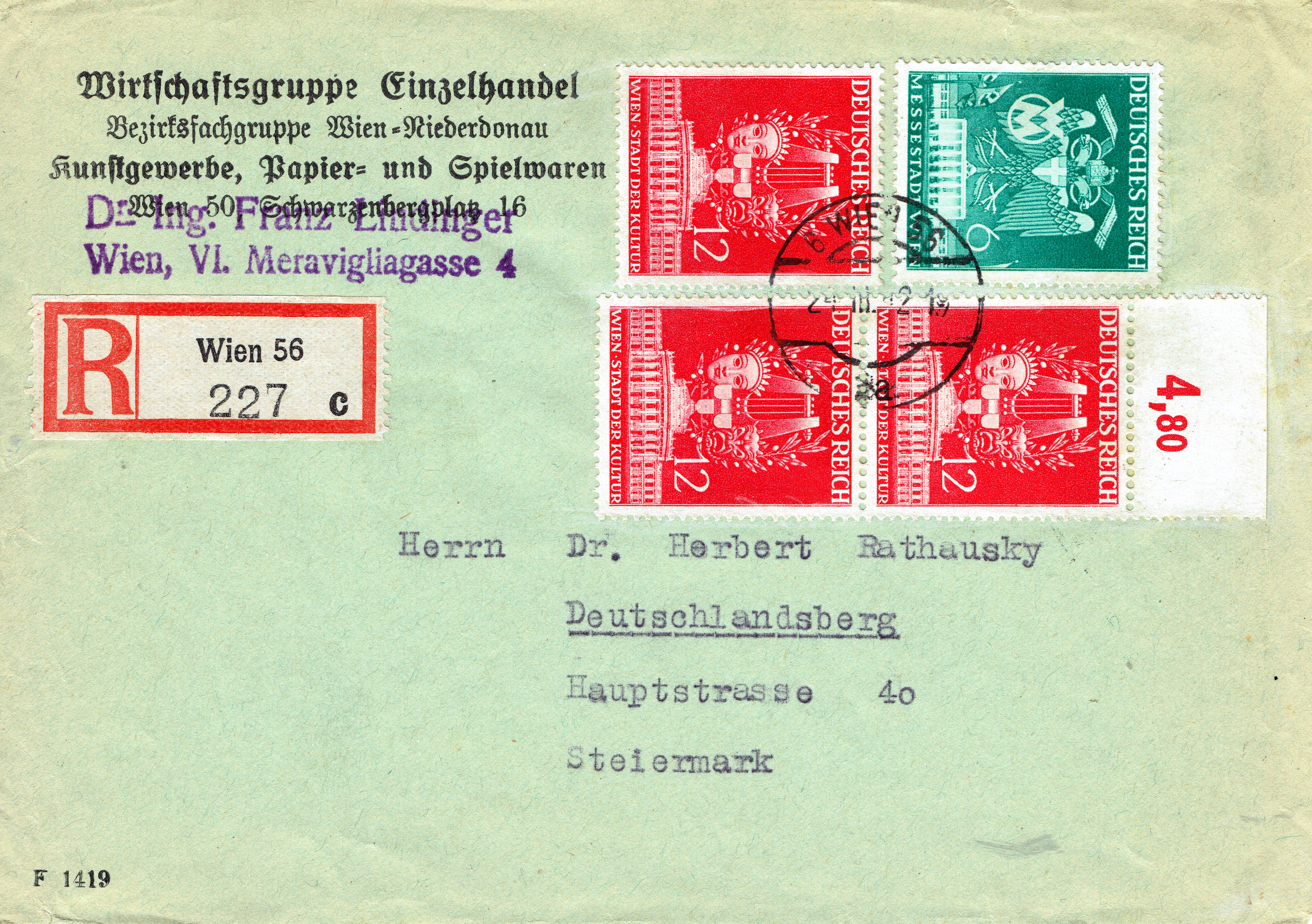
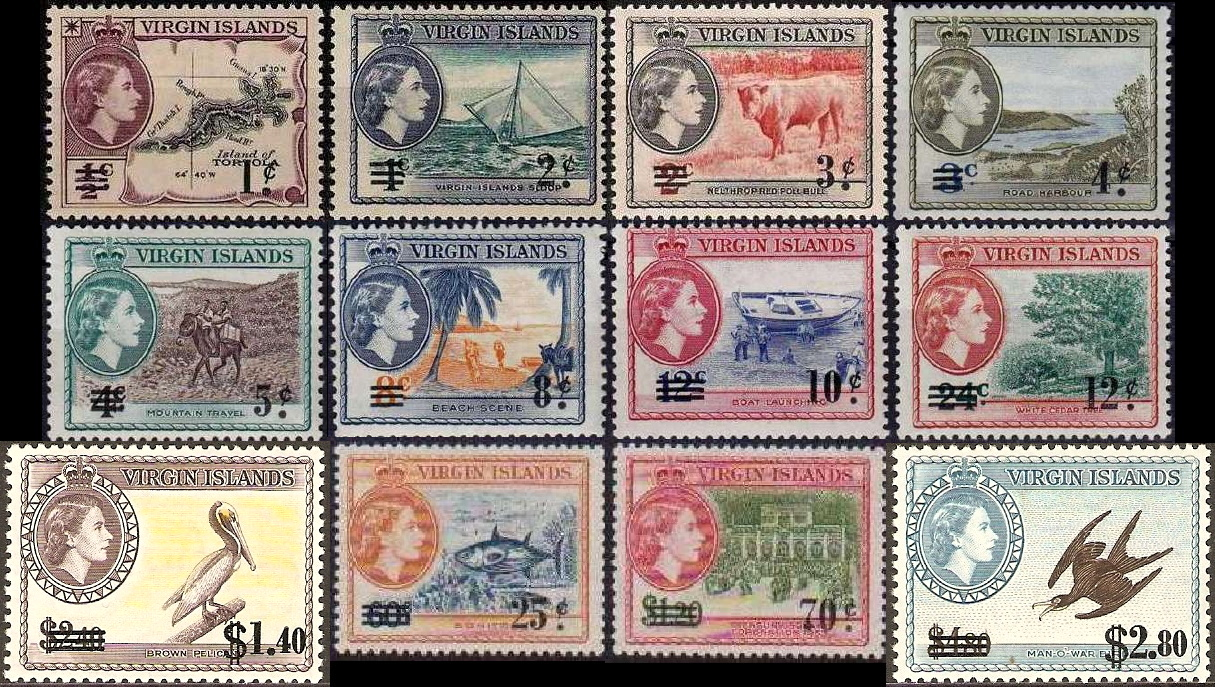
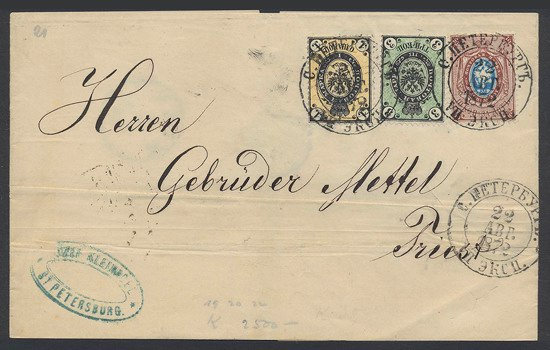
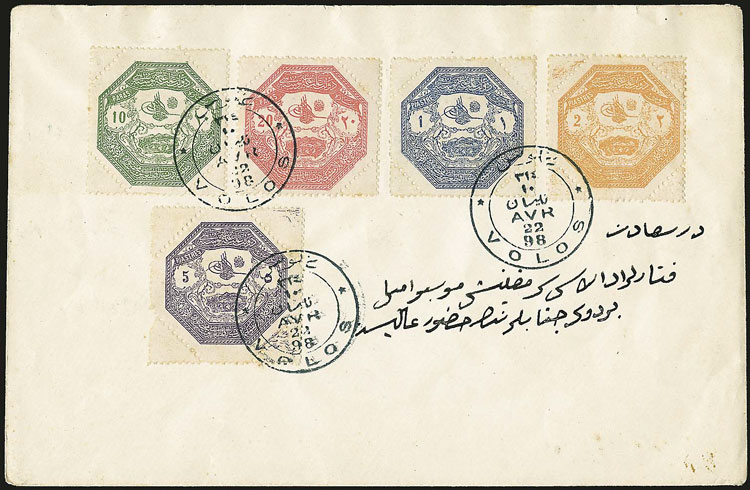
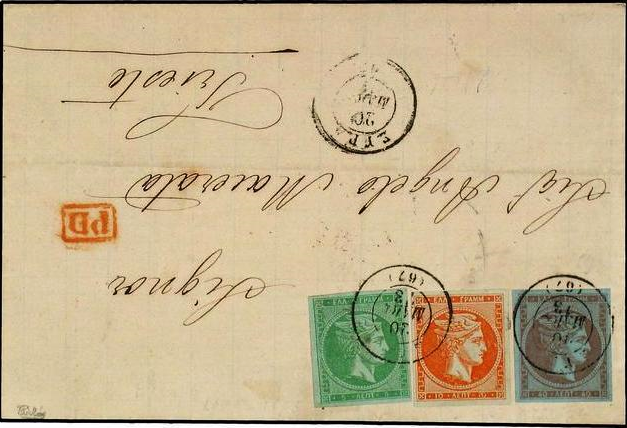
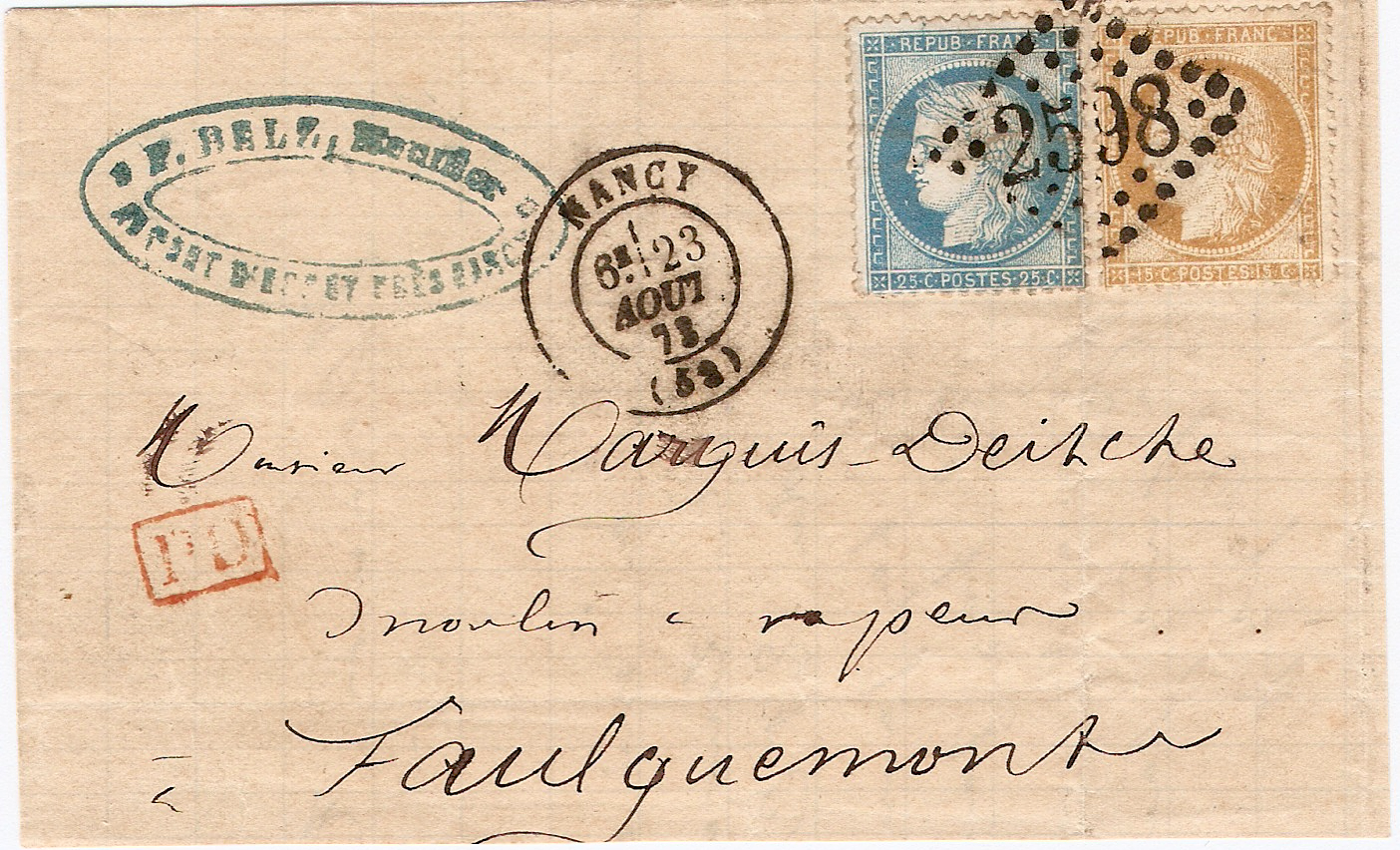
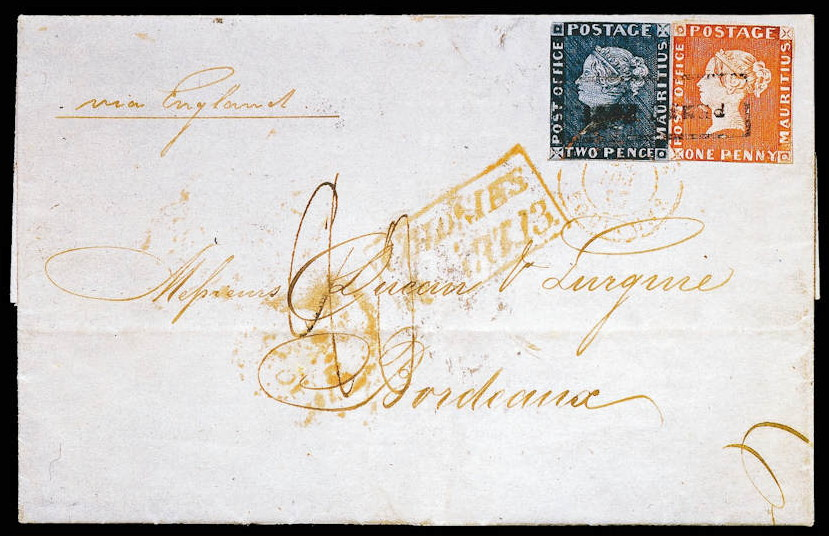